# Bătălia de pe Little Bighorn
Bătălia de pe Little Bighorn a fost o luptă purtată între războinici din triburile sioux de partea amerindienilor împotriva Regimentului 7 Cavalerie a Armatei SUA. Bătălia, care a avut loc în zilele de 25 și 26 iunie 1876 lângă râul Little Bighorn în Montana a fost acțiunea cea mai proeminentă în cadrul Marelui război cu tribul sioux din 1876. Lupta s-a sfârșit prin victoria zdrobitoare a indienilor, conduși de mari căpetenii ca Gall și Crazy Horse, inspirați de Sitting Bull (Tȟatȟáŋka Íyotake). Regimentului 7 Cavalerie, incluzând Batalionul Custer, o forță condusă de George A. Custer au suferit o înfrângere gravă. Cinci companii ale regimentului au fost anihilate, Custer a fost ucis, împreună cu doi frați ai lui și un cumnat. Pierderile americanilor, incluzându-i pe cercetași, au fost 268 morți și 55 răniți.

## Antecedente

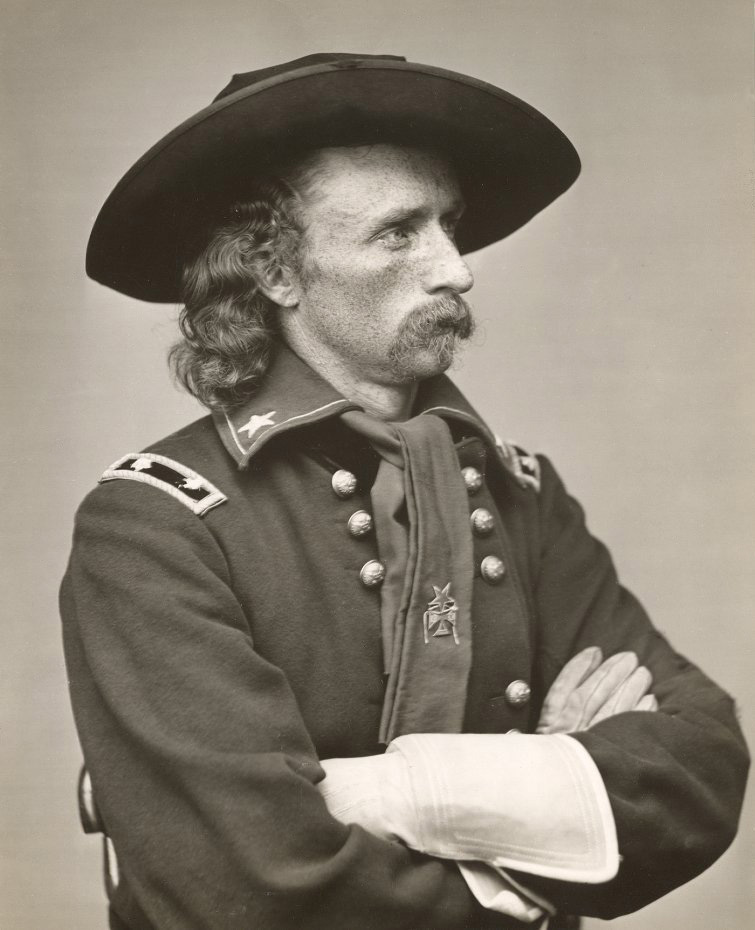
George A. Custer

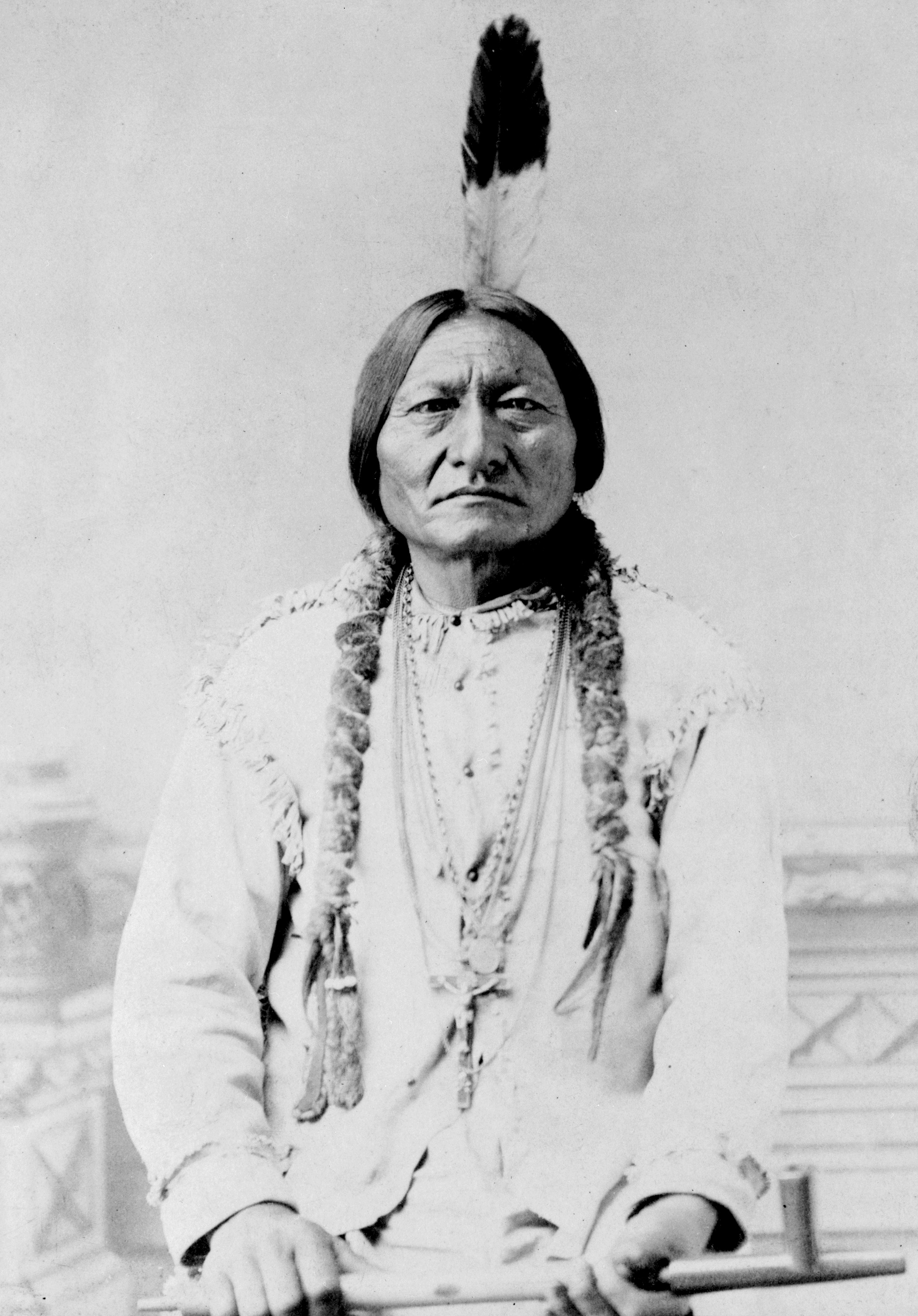
Sitting Bull

În 1874 în munții Black Hills, în Montana și Dakota, în teritoriul sioux-ilor lakota s-a găsit aur. Conform Tratatului de la Fort Larmie cu șapte ani în urmă, teritoriul era cedat indienilor. Negocierile guvernului american cu sioux de a cumpăra Black Hills au eșuat. Indienii au fost somați de generalul Terry să părăsească zona și să se ducă în rezervație. În primăvara anului următor căutătorii de aur au pornit spre Black Hills.
Scopul locotenent-colonelului Custer a fost ca să ducă înapoi triburile sioux lakota și cheyene în rezervațiile înființate în statul Dakota. Indienii luptau pentru că în timpul febrei aurului au fost alungați de pe pământurile lor, care, în conformitate cu tratatele de pace încheiate cu guvernul, le aparțineau. Indienii l-au ales conducător pe Sitting Bull. Indienii erau înarmați în principal cu arcuri, dar și cu puști capturate.
Trupele americane conduse de locotenent-colonelul Custer, numărând în timpul luptei 566 călăreți și 31 ofițeri, completați cu iscoade din tribul crow care îi urau pe siouxii lakota.

## Lupta
Generalul Alfred Terry a trimis în recunoaștere trupa lui Custer. Deoarece Custer nu cunoștea exact câți indieni sunt în zona respectivă, ar fi trebuit să aștepte sosirea infanteriei lui Terry. Custer, temându-se că indienii scapă, și-a împărțit armata în trei grupuri. Primul grup a fost condus de maiorul Marcus Reno, care s-a îndreptat spre sud. Al doilea de Custer însuși, în fruntea a unui batalion de 210 soldați, iar cel de al treilea de căpitanul Frederick Benteen care s-a îndreptat spre sud-vest. Custer s-a confruntat cu forța reală a indienilor doar atunci când Reno a pornit asaltul. Cei 600 de soldați al Regimentului 7 Cavalerie au văzut șocați că sunt în fața a peste 2.000 războinici lakota și cheyenne. Cu toate că atacul americanilor i-a surprins pe indieni, ca urmare a reacției lor rapide, au trecut imediat la contraatac și au înconjurat trupele lui Reno. Cu toate că a sosit și Benteen, situația nu s-a schimbat prea mult.